# نووملاکایوو
نووملاکایوو (انگلیسی: Novomullakayevo) یک شهرک در شهرستان کاراایدلسکی استان باشقیرستان کشور روسیه است.